# 德波斯特
德波斯特（英語：Deposit）是位于美国纽约州特拉华县的一个镇，地处特拉华县西部。2010年美国人口普查时，该镇有1712人。德波斯特镇建于1880年。其面积为44.6平方英里。